# Hugues des Hazards
Hugues des Hazards, né à Blénod-lès-Toul en 1454, fut évêque de Toul de 1506 jusqu'à sa mort le 14 octobre 1517.

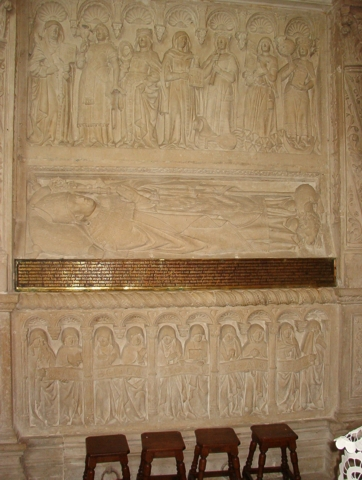
Tombeau de H. des Hazards (église de Blénod-lès-Toul)

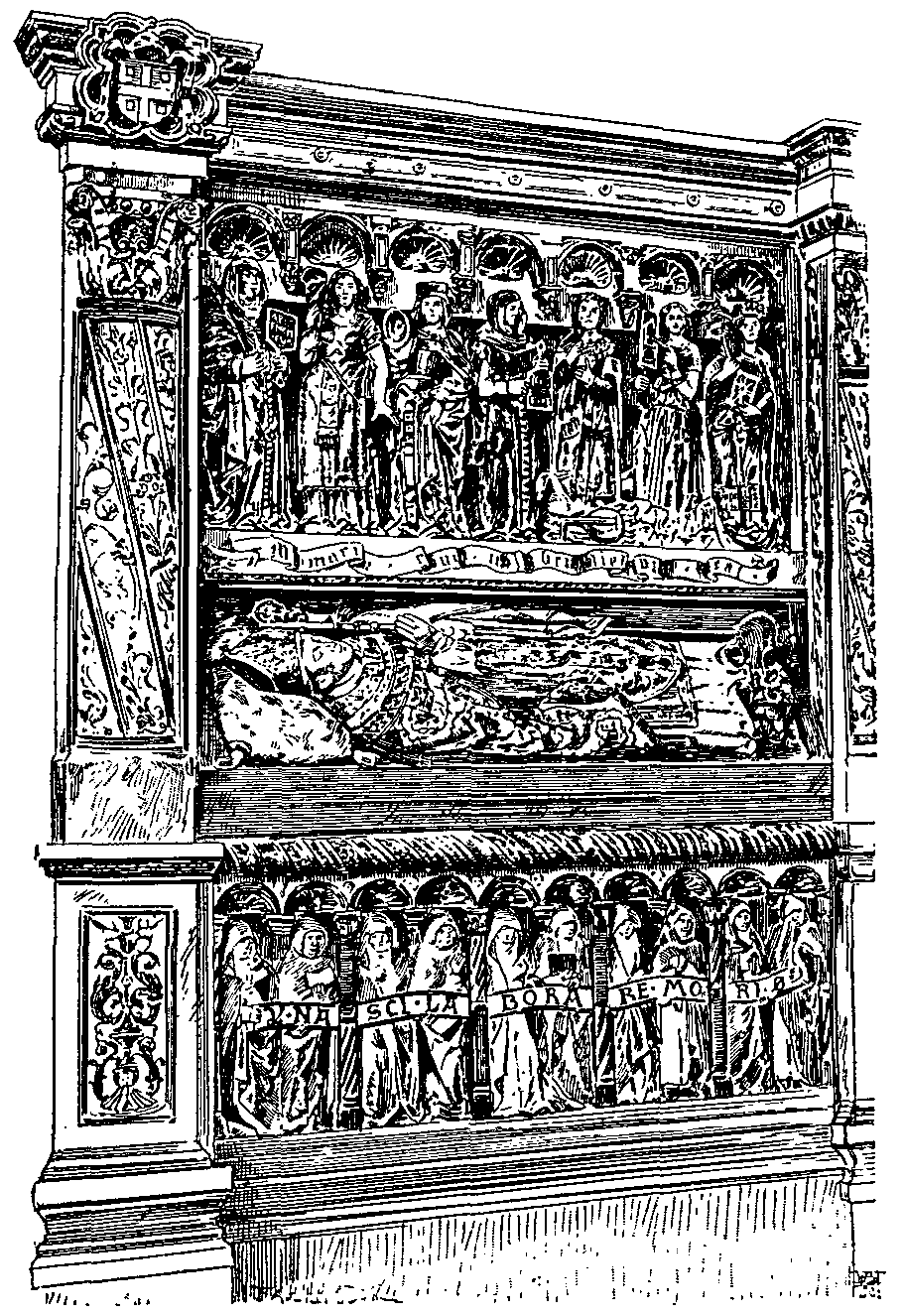
Illustration (Figure 95) de la page 285 de L’Architecture de la Renaissance (1892), de Léon Palustre

## Biographie
Issu d'une famille aisée et non noble de Blénod-lès-Toul, qui se nommait à l'époque "Hazard", il étudie à Metz puis Dijon avant de partir à Sienne pour apprendre le droit canon et le droit romain.
Selon la transcription de l'épitaphe de Hugues des Hazards ;
« Hugues, de l'ancienne et honorable famille Des Hazards, né à Blénod-lès-Toul, y fut initié, dès son bas âge, aux premiers éléments des belles-lettres. Ayant ensuite acquis à Toul, à Metz, à Dijon, les meilleurs principes de la grammaire, il se rendit à Sienne (Italie) où, pendant sept années et aux frais de ses parents, il donna tous ses soins à l'étude de l'un et de l'autre droit. Après de remarquables études, décoré du titre de docteur , il alla à Rome pour y exercer la charge d'avocat. Mandé par l'illustrissime roi de Sicile, duc de Lorraine et de Bar, René II, il revint en Lorraine et fut élevé à la dignité de prévôt de Saint-Georges de Nancy. Hugues, si recommandable par ses vertus religieuses et sociales, si dévoué aux intérêts de son pays, fut créé, par le même roi de Sicile, président des États de Lorraine et aussi président de son Conseil. Il montra envers les puissants et les princes, dans les différentes légations dont il fut chargé, une rare prudence, une bonne foi singulière, un tact particulier. Le doyenné de la basilique de Metz étant venu à vaquer, les chanoines, à l'unanimité, le firent leur doyen. Ensuite, Olry de Blâmont, évêque de Toul, étant mort, les chanoines [de cette église], d'une seule voix et comme inspirés par le souffle divin l'élurent, quoique absent, pour premier pasteur. Le pape Jules II confirma son élection et lui donna l'abbaye de Saint-Mansuy alors vacante ».
« Il administra [son diocèse et sa communauté] avec impartialité, piété, prudence et justice, et quoiqu'il fût appliqué aux affaires les plus difficiles du pays, on ne le vit que rarement ne pas embellir de sa vénérable présence, aux grandes solennités de l'année, les lieux soumis à son autorité. Le très illustre Duc Antoine, fils du roi René et son légitime héritier, après la mort de son père, environna le pontife Des Hazards d'une égale bienveillance et le combla d'honneurs. Après avoir élevé, depuis les fondements, ce magnifique temple Saint-Médard, la citadelle et le palais de Blénod ; après avoir réparé presque la moitié de l'abbaye de Saint-Mansuy, relevé et doté plusieurs chapelles, renouvelé les…… en plusieurs endroits [de son diocèse], ménagé, du pied des montagnes et par des conduits souterrains, plusieurs fontaines et formé des réservoirs à l'usage des hommes et des animaux, il ordonna que chaque année son obit fut célébré avec une solennité décente dans l'église collégiale Saint-Gengoult de Toul et dans cette église de Saint-Médard. Enfin, le 14e jour du mois d'octobre de l'an 1517, le 63e de son âge, le 11e de son épiscopat, au grand regret de tous, il quitta la vie et reçut la sépulture en présence d'une foule imposante de personnes, dans cette église de Saint-Médard que, plein de souvenirs pour son pays natal, il avait de son vivant, fait construire avec bonheur. Priez pour lui »
L'église de Metz le choisit pour doyen et la collégiale Saint-Georges de Nancy le nomme prévôt de Lièpvre. En septembre 1508, Hugues des Hazards, prieur de Lièpvre, échange avec les abbés et couvent d'Altdorf la cour franche de Wolxheim (canton de Molsheim) contre celle de Dambach. Vers 1512, Hugues des Hazards est en procès contre Henri et Oswald de la Famille Thierstein qui tentaient d'accaparer des biens de la vallée de la Lièpvrette (Archives de Meurthe-et-Moselle  G 393).
Après sa mort en 1517, Pilladius, chanoine de Saint-Dié, fit son  éloge funèbre.
Le tombeau de Hugues des Hazards, sculpté en partie par Mansuy Gauvin, est conservé dans l'église Saint-Médard de Blénod-lès-Toul. 
En termes d'histoire de l'art, il mêle les influences gothiques et bourguignonnes à celles de la Renaissance italienne.
Sa vie est racontée dans l’Histoire de Toul du père Benoît Picart (page 599 et suivantes).

## Son œuvre
Une grande partie de ses écrits a probablement été perdue.
Il existe de Hugues des Hazards un ouvrage intitulé Statuta synodalia olim per Episcopo Tullenses (1514).

## Armoiries
D'azur à la croix d'argent cantonnée de quatre dés du même.